# Juan Martínez Montañés
Juan Martínez Montañés González (Alcalá la Real, Jaén, le 16 mars1568 - Séville, le 18 juin 1649) est un architecte de retables et sculpteur baroque considéré comme l'un des principaux représentants de la sculpture espagnole, et le grand maître de la sculpture sévillane.

## Biographie

### Enfance et famille
Deuxième enfant du mariage formé par le brodeur Juan Martínez Montañés et de Marta González, il est baptisé le 16 mars 1568 dans la paroisse de Santo Domingo de Silos à Alcalá la Real. Sa famille appartient à l’élite locale et se trouve bien insérée dans le milieu des artistes et des artisans, voisinant notamment avec l’atelier de l'Italien Pedro Raxis, un Sarde dont le fils, Pablo de Rojas, deviendra le professeur de Montañés à Grenade, où la famille se transfère vers 1580,.
En 1582, Montañés rejoint la Confrérie du Dulce Nombre de Jesús, rattachée au couvent sévillan de San Pablo.

### Période formatrice (1588-1605)
Il se forme dans l’atelier de Pablo de Rojas et auprès du groupe d’artistes réunis pour la création du grand retable Monastère royal de San Jerónimo.
On trouve sa trace à Séville en 1587, lors de son mariage avec Ana de Villegas, fille de l'assembleur de retables tolédan Juan Izquierdo, un mariage dont naîtront cinq enfants. Il s’installe à Séville et se trouve confirmé en 1588, à vingt ans, dans la corporation des sculpteurs et architectes, qui le qualifie comme professeur,.

« Ils lui firent réaliser en leur présence des figures, l'une nue et l'autre vêtue, et en architecture il fit en notre présence le plan et le montage d’un tabernacle et son assemblage […] et donné aux questions qui ont été faites de bonnes réponses et réponses comme un bon artisan, pour lesquelles ledit Juan Martínez Montañés est habile et suffisant pour pouvoir utiliser et exercer lesdits arts dans tous les royaumes et seigneuries de sa majesté. »

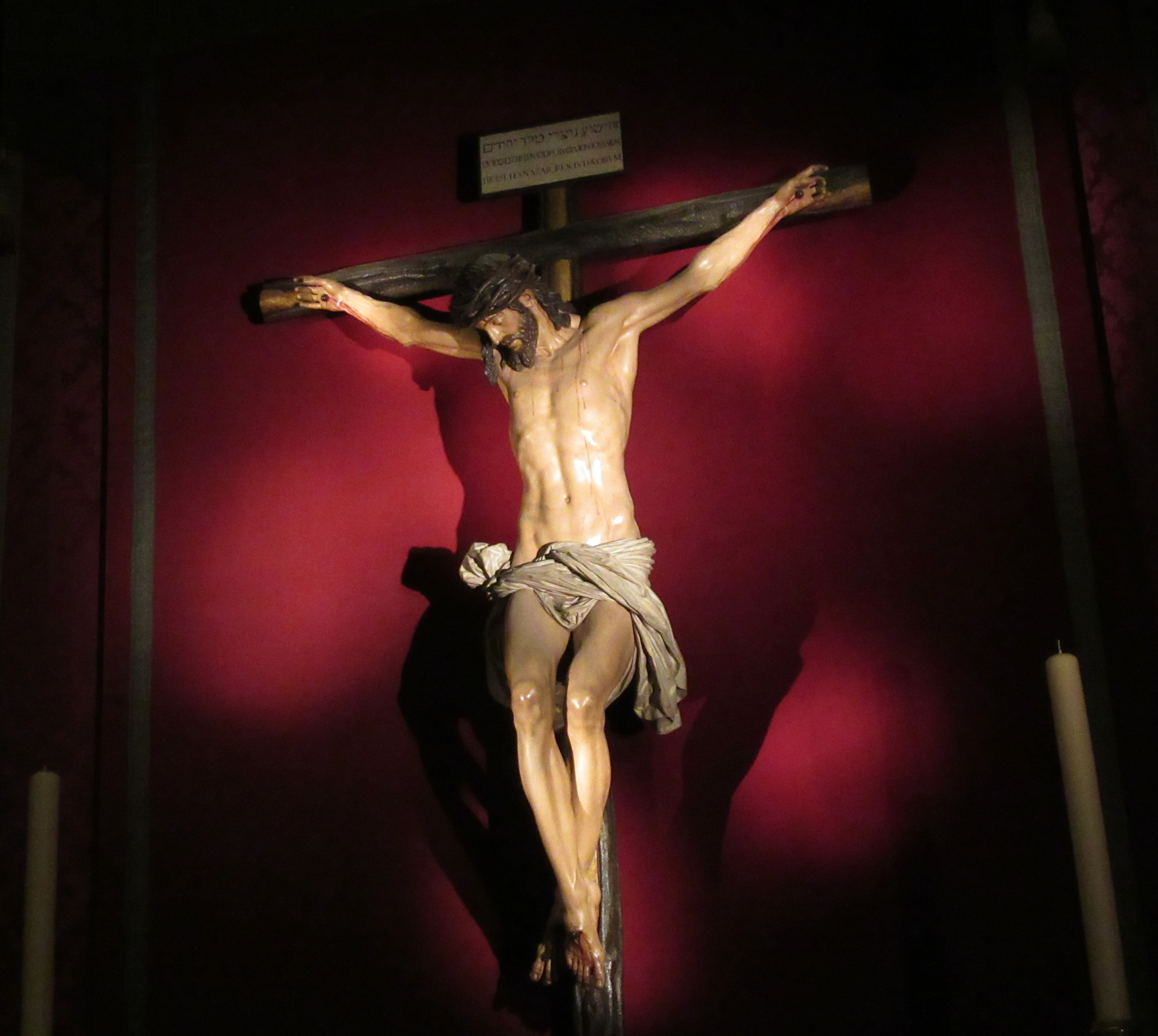
Christ de la Clémence (ca 1604). Originellement au monastère Santa María de las Cuevas. Depuis 1845 à la cathédrale de Séville.

Séville, porte des Indes, est alors un marché prospère et compétitif. La tradition artistique, entretenue par les académies locales, repose sur les témoignages de l'antiquité romaine, l’héritage artistique médiéval et, pour la sculpture, les enseignements de Juan Bautista Vázquez le Vieux († 1589).

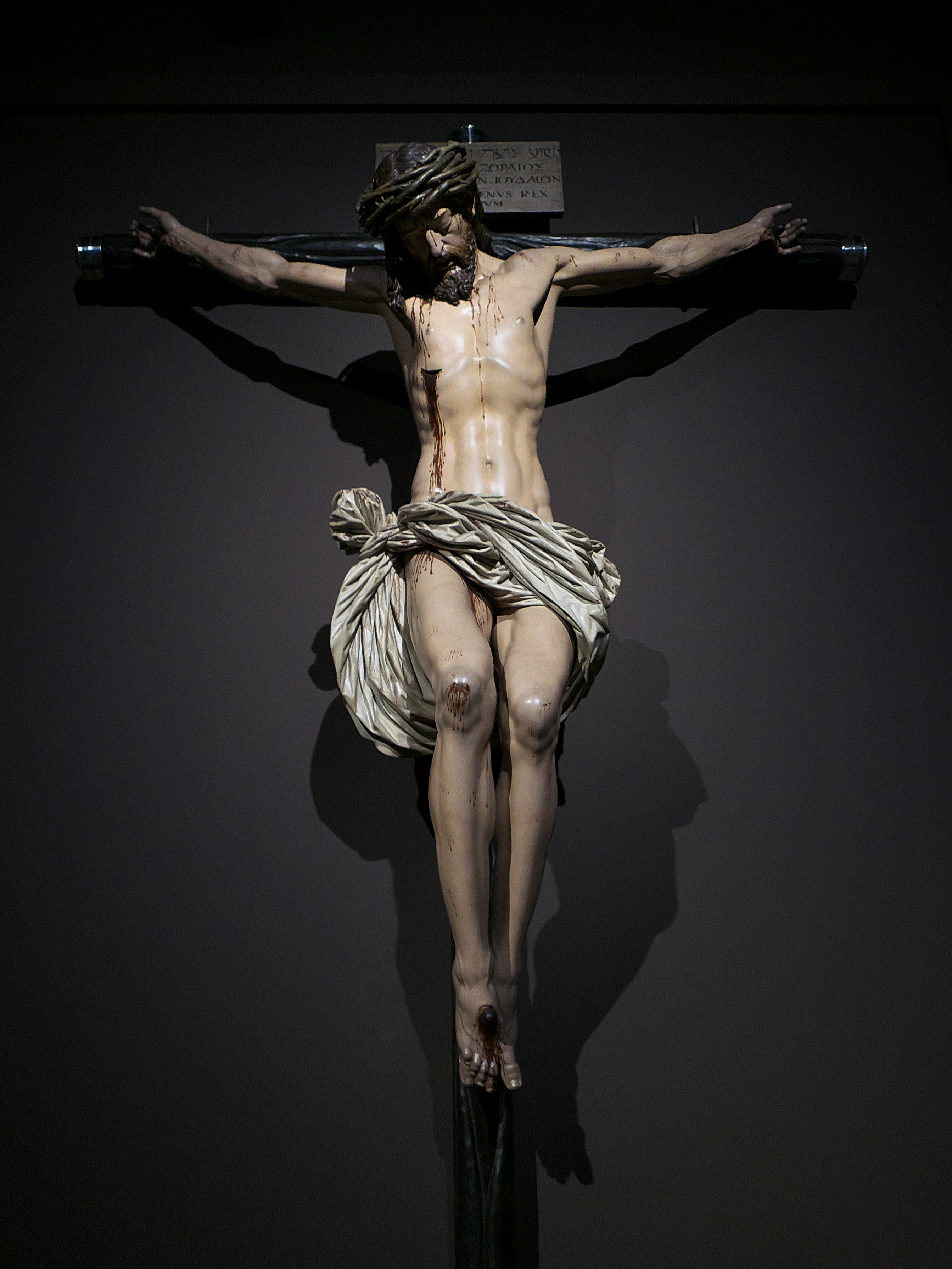
Christ des désemparés (1617), église Saint-Ange de Séville. Sculpteur : Juan Martinez Montañés. Polychromie : Francisco Pacheco.

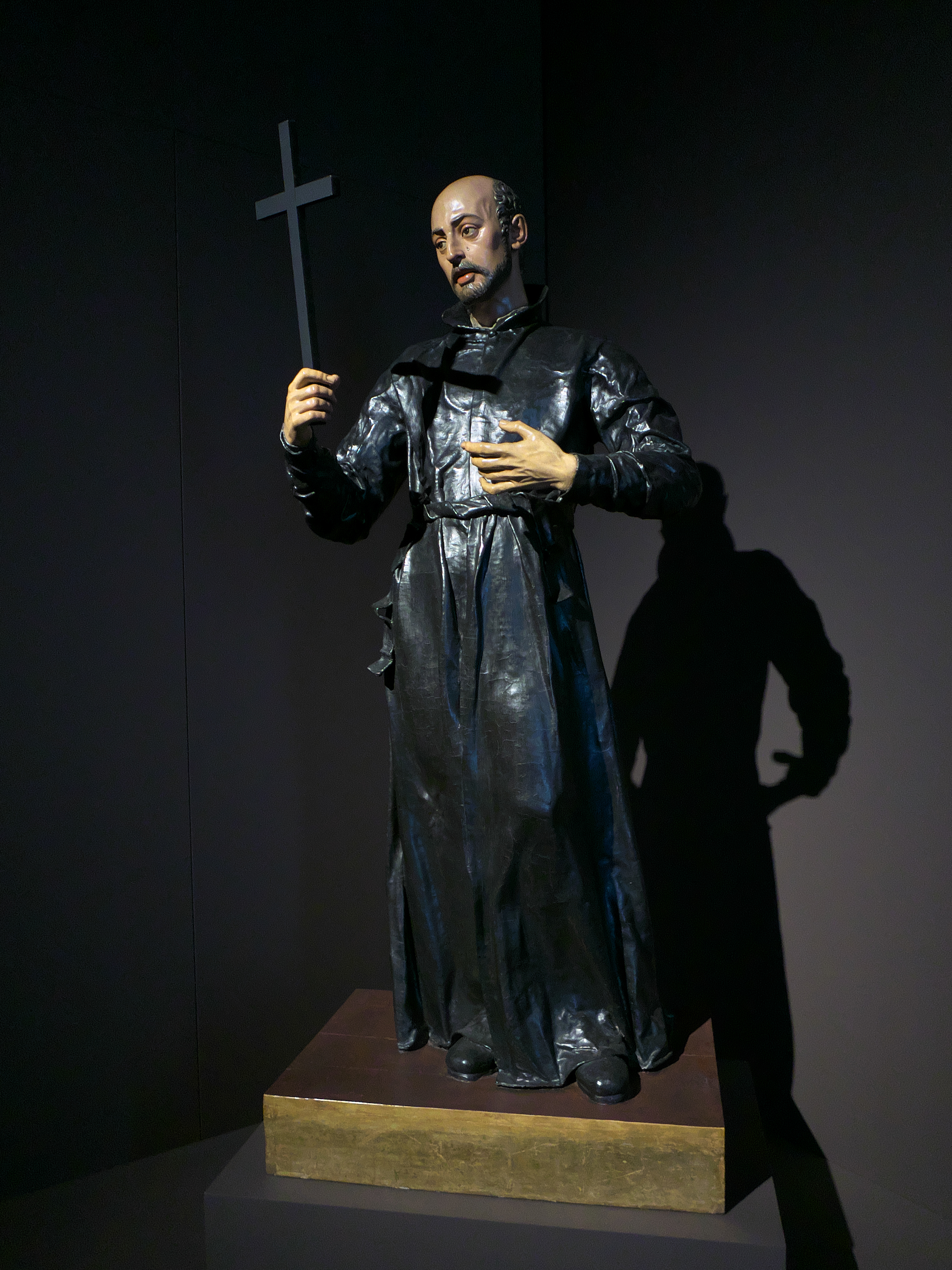
Saint Ignace de Loyola (1610). Sculpture destinée à la maison professe des Jésuites de Séville.Casa Profesa de Sevilla (1610).

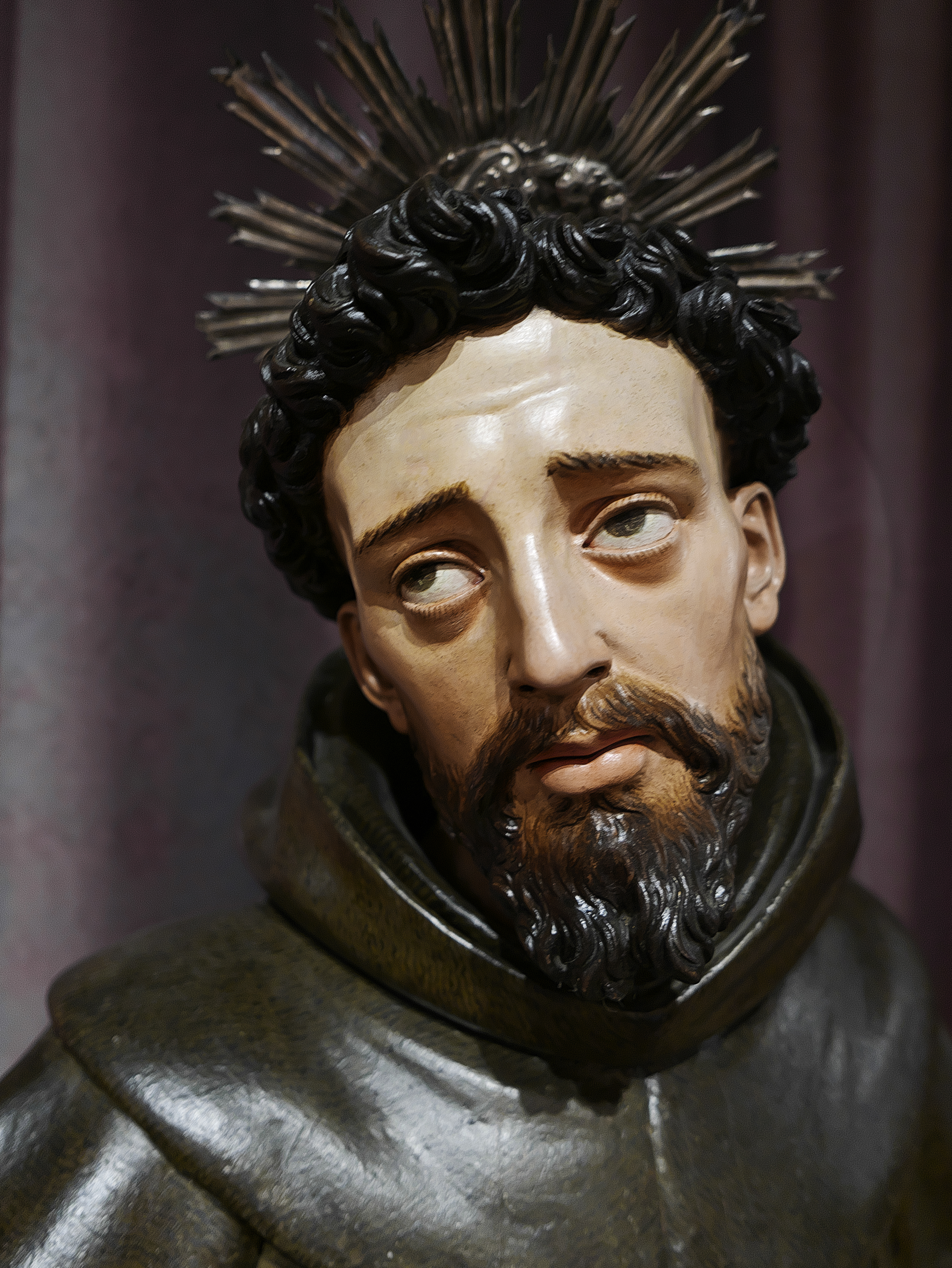
Saint François d'Assise (détail), église du couvent de Sainte Claire (Séville).

Le jeune Montañés y arrive avec le bagage grenadin engrangé dans l'atelier Rojas et au contact des œuvres réalisées au monastère de San Jerónimo, ainsi que la fréquentation des œuvres de Juan de Villoldo, de Vázquez le Vieux, de Jerónimo Hernández, Núñez Delgado et Andrés de Ocampo.
C’est dans ce contexte qu’il produit ses premières œuvres : une Vierge de Bethléem pour le duc d'Arcos (1589), une robe de la Vierge du Rosaire pour le couvent de Santo Domingo de Alcalá de los Gazules, à Cadix (1590), huit représentations de la Vierge pour des couvents dominicains du Nouveau Monde. Il produit également des sculptures en pierre et en ivoire, ainsi que ses premiers retables.
Les documents de l’époque indiquent qu’il est reconnu artistiquement par plusieurs garants, qu’il est à même de se porter lui-même garant pour d’autres artistes, qu’il est suffisamment implanté pour concourir à des projets face à ses aînés et, enfin, qu’il commence à former de jeunes sculpteurs dans son atelier (Ambrosio Tirado et Alonso Díaz).
En 1592, en dépit de son implication l’année précédente dans une affaire de meurtre, il fournit des sculptures de saint Jean à la confrérie du Dulce Nombre de Jesús. En 1598, il produit plus d'une vingtaine de tabernacles destinés aux Indes. La même année, il participe à la réalisation de sculptures allégoriques pour le monument funéraire érigé dans la cathédrale de Séville à la mort de Philippe II.
Entre 1597 et 1598, il sculpte un magnifique saint Christophe pour les processions de la corporation des gantiers. Le siècle se clôt sur de nombreuses commandes destinées à la Nouvelle-Grenade et au Panama, mais aussi pour Séville et l'Estrémadure.
Après un séjour à Grenade pour affaires familiales, il revient à Séville en 1601, où il acquiert quelques maisons   dans la paroisse de Magdalena, qu'il agrandit pour créer un atelier dimensionné pour le volume de travail qui s’annonce : commande de sculptures, de retables et de tabernacles pour le Venezuela et l'Hispaniola.
Il réalise de nouveaux chefs-d’œuvre : le San Jerónimo du couvent de Santa Clara de Llerena (Badajoz) (1603 et 1604) et le Crucifié du Secours en l'église de La Merced à Lima (Pérou).
Il fournit par ailleurs ses modèles à d'autres artistes, comme Francisco de Ocampo, qui, en 1604, réalise sur cette base n relief de l'Assomption, un autre de Dieu le Père et une image de Sainte Claire.
L’atelier s’étoffe en conséquence : Pedro Sánchez de Cordoue, Francisco de Villegas de Tolède (marié à une nièce de son professeur Pablo de Rojas), Alonso Albarrán de Jerez, et enfin Juan de Oviedo el ,.

### Période magistrale (1605-1620)
Son œuvre culmine entre 1605 et 1620 avec le Christ de Clémence, commandé en 1603 par Mateo Vázquez de Leca, archidiacre de la ville de Carmona et chanoine de la cathédrale de Séville. Il y codifie le type de Crucifié à quatre clous (comme un modèle de Michel-Ange récemment arrivé à Séville et, surtout, en souvenir d'une œuvre de son professeur Pablo de Rojas) et renouvelle cette iconographie pour l'école sévillane.
Le travail continue d’affluer dans l'atelier Montañés : en 1604 il produit deux retables (couvent de Santa Clara à Cazalla de la Sierra et monastère de San Francisco à Séville, conservés aujourd'hui dans la chapelle de San Onofre), treize tabernacles pour les franciscains des Indes et trois sculptures des saints patrons de Jerez de la Frontera. Son compatriote Gaspar Ragis, neveu de son professeur Pablo de Rojas, commence à polychromer ses œuvres.
Il réalise de nouveaux chefs-d'œuvre, comme le saint Dominique pénitent (1605), ainsi que le grand retable et les sculptures du couvent sévillan de Santo Domingo de Portacoeli. En 1606, il sculpta l'Enfant Jésus de la Confrérie sacramentelle du Tabernacle. Entre 1606 et 1608, il réalise les sculptures du retable de l'Immaculée Conception de la paroisse d'El Pedroso (Séville), polychromée par Francesco Pacheco, d'après les modèles de Pablo de Rojas et Jerónimo Hernández. Vient ensuite le retable de San Juan Bautista pour un couvent de Lima (aujourd'hui dans la cathédrale de la capitale péruvienne), d'autres pour les églises sévillanes de Saint-Ange et San Ildefonso.
À partir de 1609, il travaille pour le monastère hiéronymite de San Isidoro del Campo de Santiponce (Séville), sous le patronage de la maison ducale de Medina Sidonia. Pour cette commande, il produit un petit retable pour la chapelle del Reservado, un grand retable intégrant dans sa conception les traités italiens de Serlio et Palladio. Le saint Jérôme pénitent « de sa propre main sans aucune aide », constitue une démonstration de technique et de maîtrise anatomique, « ainsi qu'une leçon magistrale sur la relation entre le volume sculptural et l'espace environnant ». Le peintre Pacheco, qui le met en couleurs, y voit « quelque chose qu'à notre époque, en sculpture et en peinture, personne n'égale ». L’ensemble, complété par ses élèves, est agrémenté des statues en prière de Don Alonso Pérez de Guzmán el Bueno, héros de la Reconquista, et de son épouse, Doña María Coronel.
En 1610, à l'occasion de sa béatification, il réalise la tête et les mains d’une statue de saint Ignace de Loyola pour la maison professe des Jésuites (église de l'Annonciation à Séville).
Entre 1610 et 1615, il produit un Jésus de la Passion (Église du Sauveur de Séville) pour la confrérie des Pénitents éponymes, alors rattachés au couvent de la Merced Calzada.
En 1616, il réalise une Vierge à l'Enfant, parrainée par le duc de Medina Sidonia, pour le couvent des Mercédaires de Sanlúcar (actuellement à la cathédrale de Huelva).
De nouveaux disciples rejoignent à l'atelier, comme le Grenadin Juan Gregorio, le Portugais Diego Antúnez et le Madrilène Marcos Juárez.
Montañés perd son épouse en 1613, après vingt-six ans de mariage et cinq enfants, dont trois sont entrés dans les ordres. Le 28 avril de l'année suivante, il se remarie avec Catalina de Salcedo y Sandoval — fille du peintre Diego de Salcedo et parente des sculpteurs Miguel Adán et Juan de Oviedo — qui lui donnera sept nouveaux enfants et lui survivra,.
À la fin de la décennie, la production de l'atelier est réactivée par de nouvelles commandes pour les Indes :  le Christ des Désemparés de l'église sévillane de Santo Ángel (1617) et le retable principal de la paroisse de San Miguel de Jerez de la Frontera (1617).

### Décennie critique (1620-1630)
Montañés a le malheur de perdre plusieurs de ses collaborateurs : Andrés de Ocampo de Jaen meurt en 1623, Juan de Oviedo el Mozo deux ans plus tard, et Juan de Mesa en 1627. Il est inquiété par l’Inquisition, qui le soupçonne d’appartenir à une confrérie hérétique.
En janvier 1620, le maître signe le cahier des charges d'un cloître pour la chartreuse de la Defensión à Jerez de la Frontera.
Il produit le grand retable du couvent de Santa Clara (1621-1626), pour lequel il sera traîné devant les tribunaux par les corporations pour avoir outrepassé ses compétences ; celui de San Juan Bautista pour le couvent de San Leandro (1621-1622), sur des plans de Juan de Oviedo el Mozo ; et celui de l'Immaculée Conception (1628-1631) pour la cathédrale de Séville.
En 1627 il dessine le retable de la chapelle de Francisco de Rioja dans le couvent de Las Teresas.

### Apothéose baroque (1630-1648)
En 1628, il reçoit commande d'un retable de l'Immaculée Conception pour la cathédrale de Séville. L'année suivante, une maladie le cloue au lit pendant plusieurs mois, ce qui l'empêche d'achever la commande dans le délai fixé par le contrat. En septembre 1629, on lui demande de restituer le montant reçu, mais il parvient à convaincre les commanditaires et termine le travail en juillet 1631.
En 1634, Montañés est chargé par la Cour de réaliser un portrait en argile du roi Philippe IV, destiné à une statue équestre coulée en bronze par l'Italien Pietro Tacca à Florence (aujourd'hui sur la Plaza de Oriente à Madrid). Montañés se présente à la Cour en juin 1635 et y reste sept mois, dépensant une fortune en frais qui ne lui seront jamais réellement compensés de son vivant.
En 1639, la mort de son fils José Martínez de Iniesta (1639) et le départ aux Indes d'un autre, le frère Francisco Martínez Montañés, les maladies et les affections de l'âge diminuent progressivement l’activité de son atelier, qui continue cependant à prendre de nouveaux élèves (José Martínez de Castaño en 1632 et Pedro Andrés Ramírez en 1641).
Dans le même temps, le mouvement baroque se développe à Séville, avec son disciple Juan de Mesa, le Flamand José de Arce et Felipe de Ribas, venu de Cordoue, qui crée le nouveau grand atelier de Séville, remplaçant celui de Montañés.
Ce dernier réalise encore le San Juan Bautista (1637) et le San Juan Evangelista (1638) du couvent de Santa Paula de Séville, ainsi que des commandes indiennes (Bolivie, Pérou). En 1641 il achève le grand retable de San Miguel de Jerez. En avril de la même année, il confie à José de Arce la création de quatre reliefs et autant de saints, se réservant le relief colossal de la Bataille des Anges, ainsi que le relief de la Transfiguration du Christ (1643), moins soigné car plus en hauteur, et vraisemblablement délégué à des collaborateurs.
En 1645, il renonce à la sculpture du retable majeur de la paroisse de San Lorenzo de Séville « à cause de mes nombreuses occupations et de mon manque de santé », et la confie à Felipe de Ribas.
En 1648, un Saint François Xavier et un Saint François de Borja de son atelier arrivent à Lima (église San Pedro). En septembre de la même année, plaidant une certaine gêne financière, il revendique encore son privilège d'exportation, reçu en récompense pour son portrait du roi Philippe IV.
Le 18 juin 1649, épidémie de peste met fin à ses jours, à l'âge de quatre-vingt-un ans et trois mois.

## Œuvres

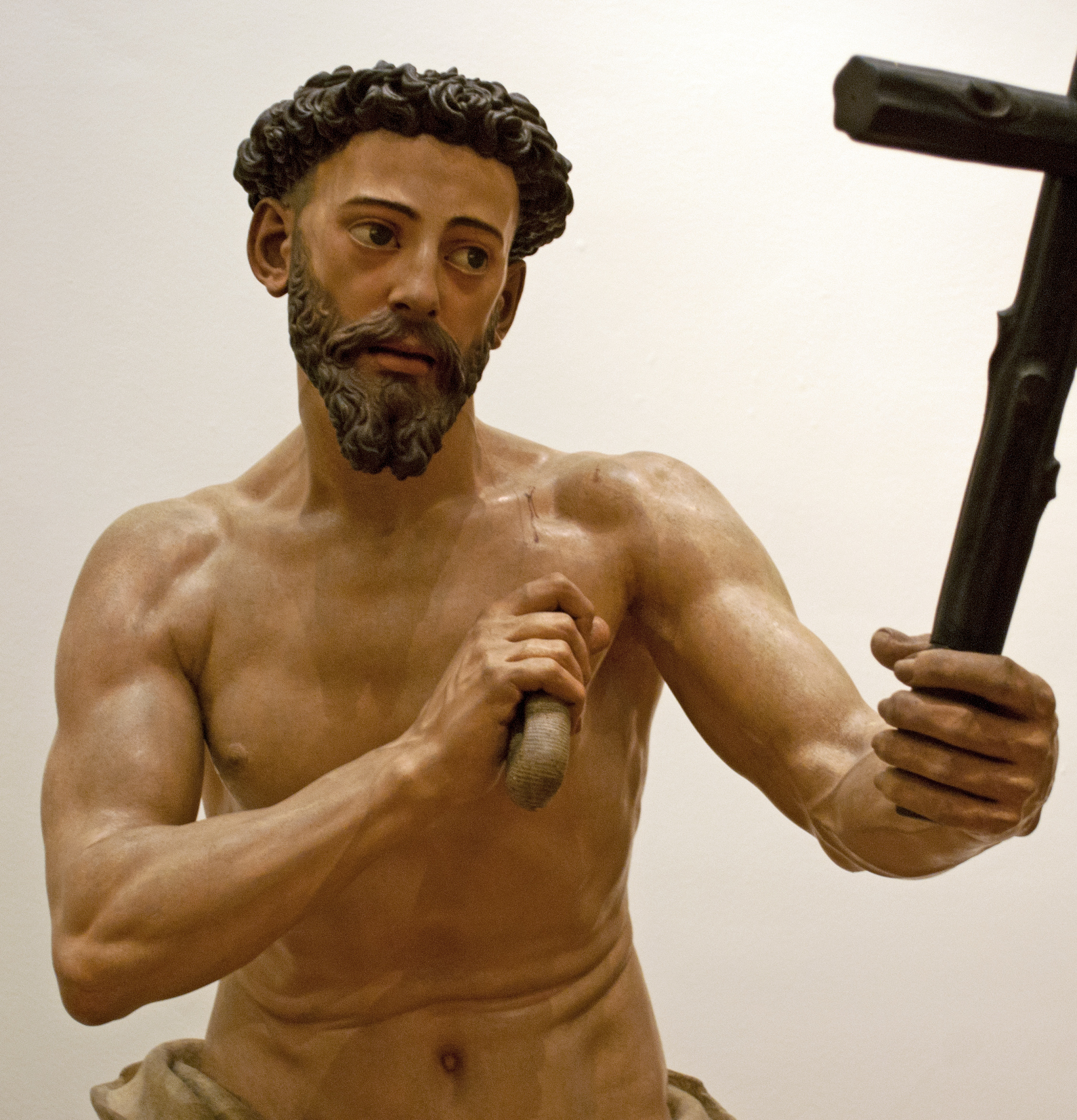
Saint Dominique (1605).
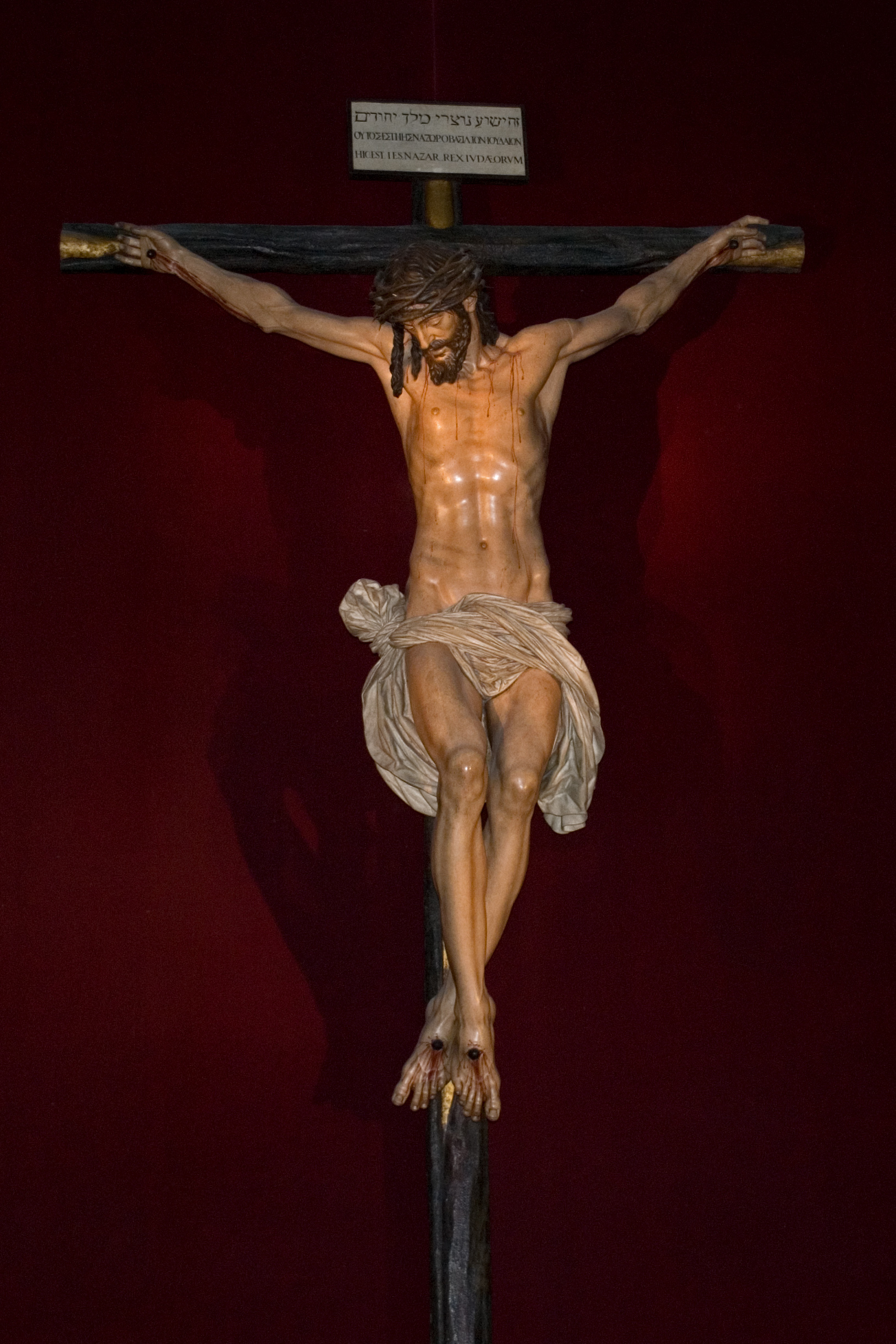
Christ de la Clémence (1603-1604).
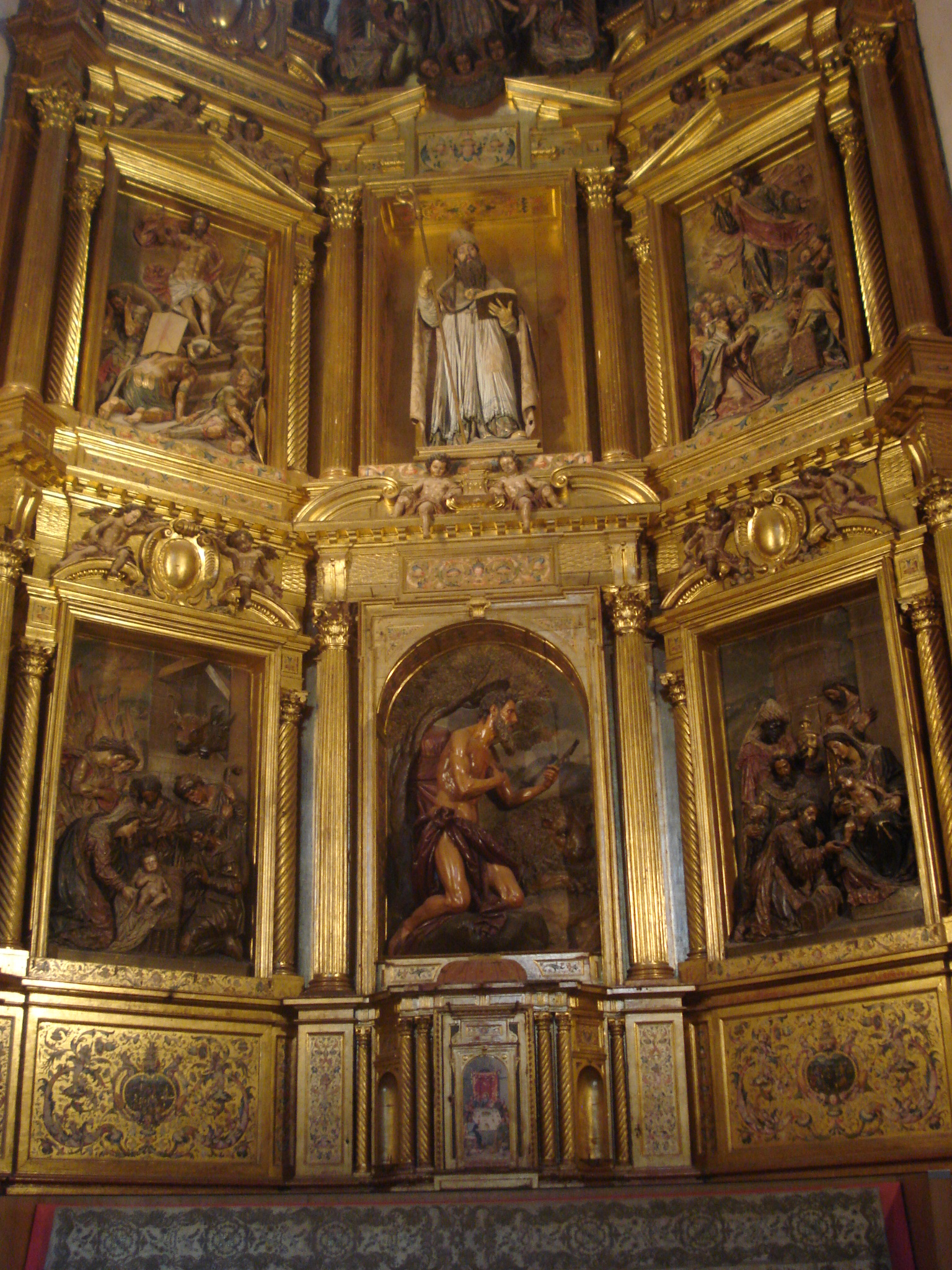
Saint-Isidore-du-Champ (Santiponce). Retable (1609-1613).
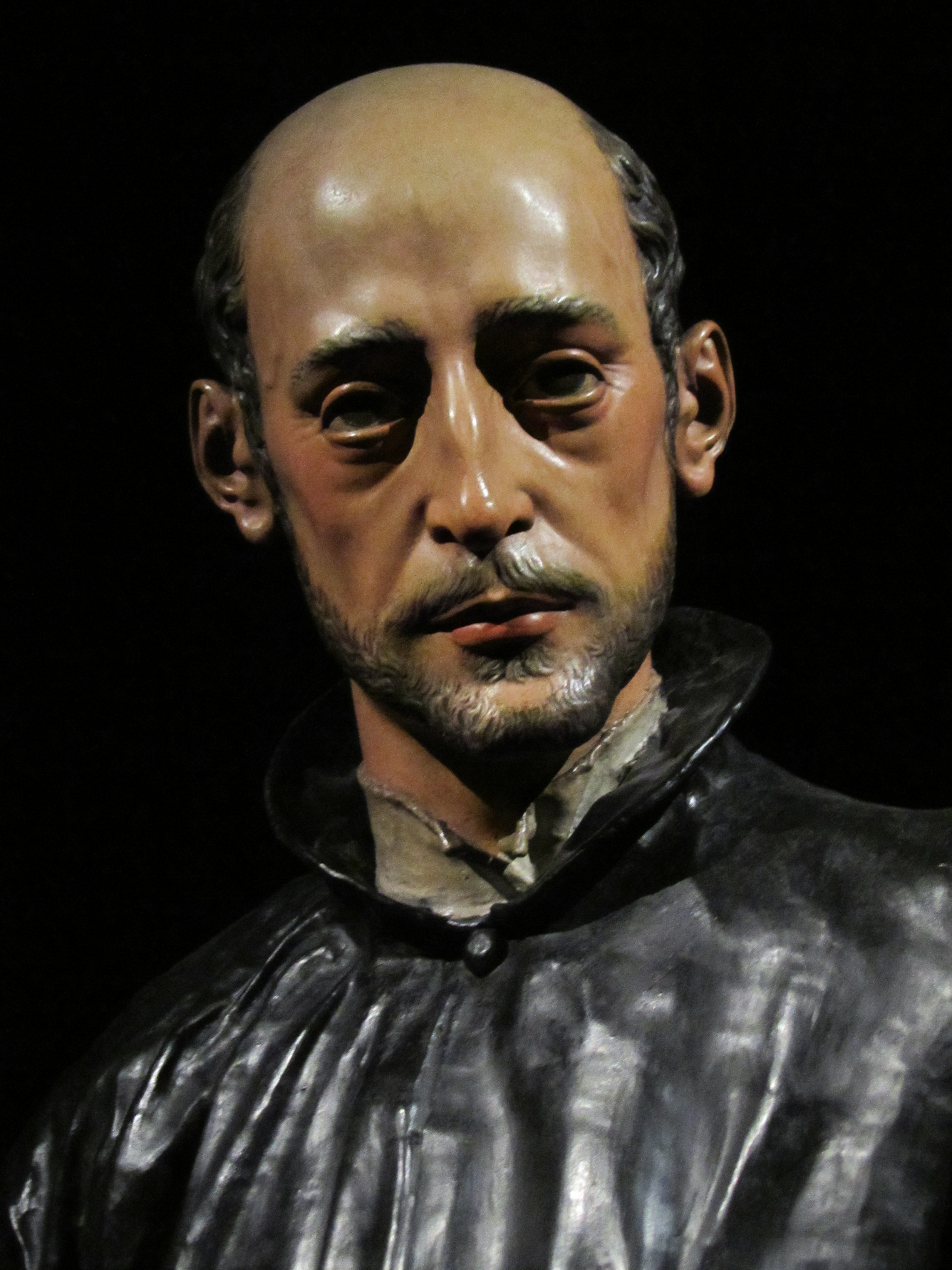
Saint François de Borgia (1624).
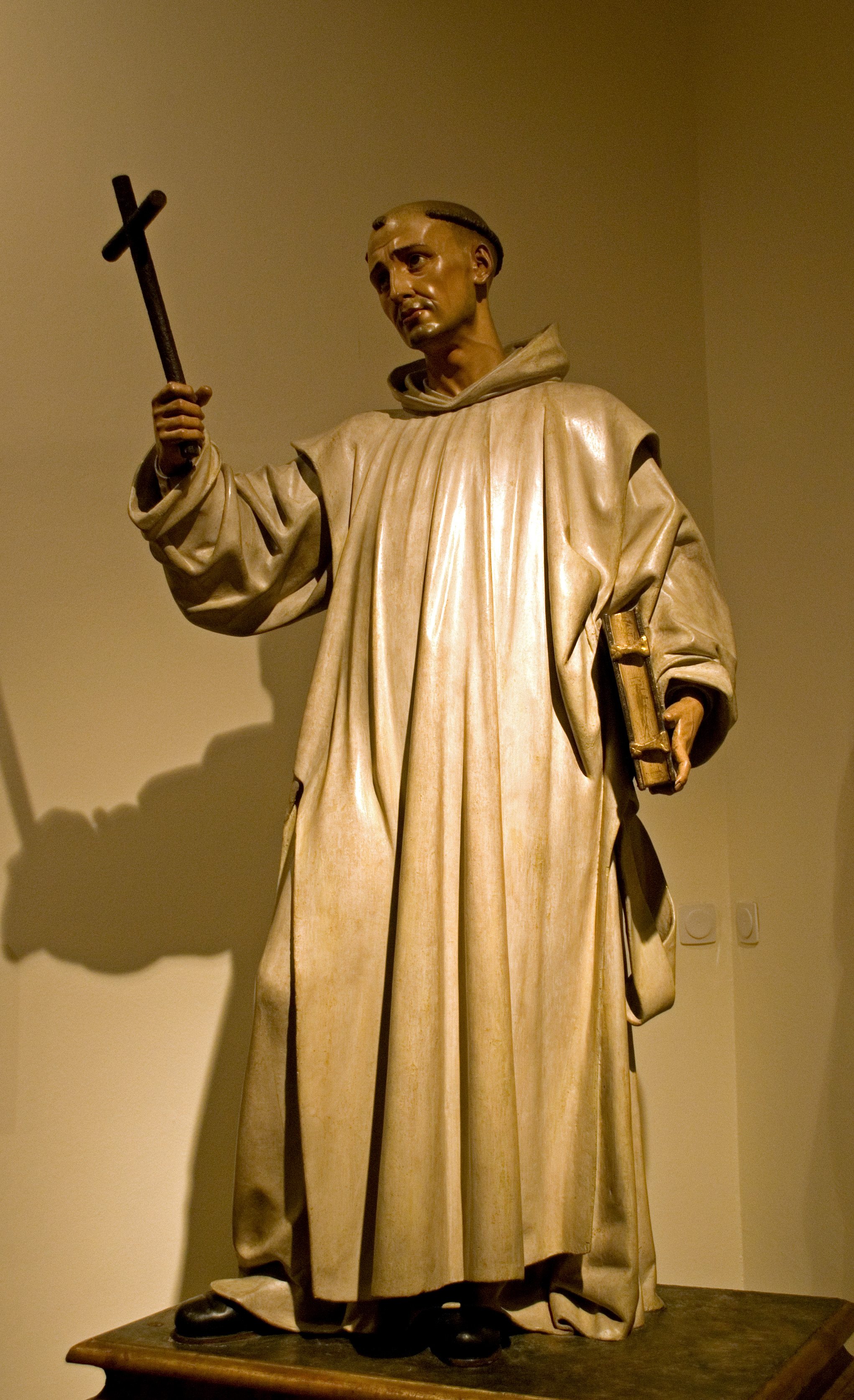
Saint Bruno (1634).

- Christ de la Clémence (Christ crucifié) (1603-1604) de la Cathédrale de Séville.
- Pénitence de Saint Dominique (1605). Musée des beaux-arts de Séville
- Monastère de Saint-Isidore-du-Champ. Retable (1609-1613). Santiponce.
- Ignace de Loyola (1610). Église de l’Annonciation. Séville.
- L'Immaculée Conception «la Cieguecita» (1630). Cathédrale de Séville.
- Jean le Baptiste (1625-1635). Metropolitan Museum of Art. New York.
- Saint Bruno (1634). Musée des beaux-arts de Séville
- Église Saint-Michel. Retable (1640). Jerez de la Frontera
- Église de l'hospice des Vénérables de Séville, figures de Saint Jean-Baptiste et de Saint Jean l'Évangéliste.

## Rééférences
1. 1 2 3 4 5 6 7 8 9 10 11 12 13 14 15 16 17 18 19 20 21 22 23 24 25 26 27 28 29 30 31 32 33 34 35 36  « Juan Martínez Montañés González | Real Academia de la Historia », sur dbe.rah.es (consulté le 17 novembre 2024)
2. 1 2 3 4  (es) fgm847, « Juan Martínez Montañés (1568-1649) », sur Identidad e Imagen de Andalucía en la Edad Moderna (consulté le 17 novembre 2024)